# Svad'ba
Svad'ba (Свадьба, Le nozze) è un film del 1944 diretto da Isidor Markovič Annenskij e tratto dall'omonimo atto unico di Anton Čechov.